# Mosquée Bourguiba
La mosquée Bourguiba (arabe : جامع بورقيبة), également connue comme la mosquée hanafite Bourguiba, est une mosquée tunisienne située à Monastir (rue de l'Indépendance) et dédiée au premier président de la République tunisienne : Habib Bourguiba.

## Présentation
La mosquée, bâtie en 1963 sur les plans de l'architecte Taïeb Bouzguenda, est conçue selon une architecture traditionnelle inspirée de celle de la mosquée Hammouda-Pacha de Tunis. La salle de prière peut accueillir jusqu'à 1 000 fidèles. Le mihrab, situé sous la demi-coupole, est recouvert d'une demi-voûte ornée d'une mosaïque d'or. Quant aux colonnes elles-mêmes, les abaques qui les surmontent, ainsi que les arcs, ils sont réalisés en marbre rose.

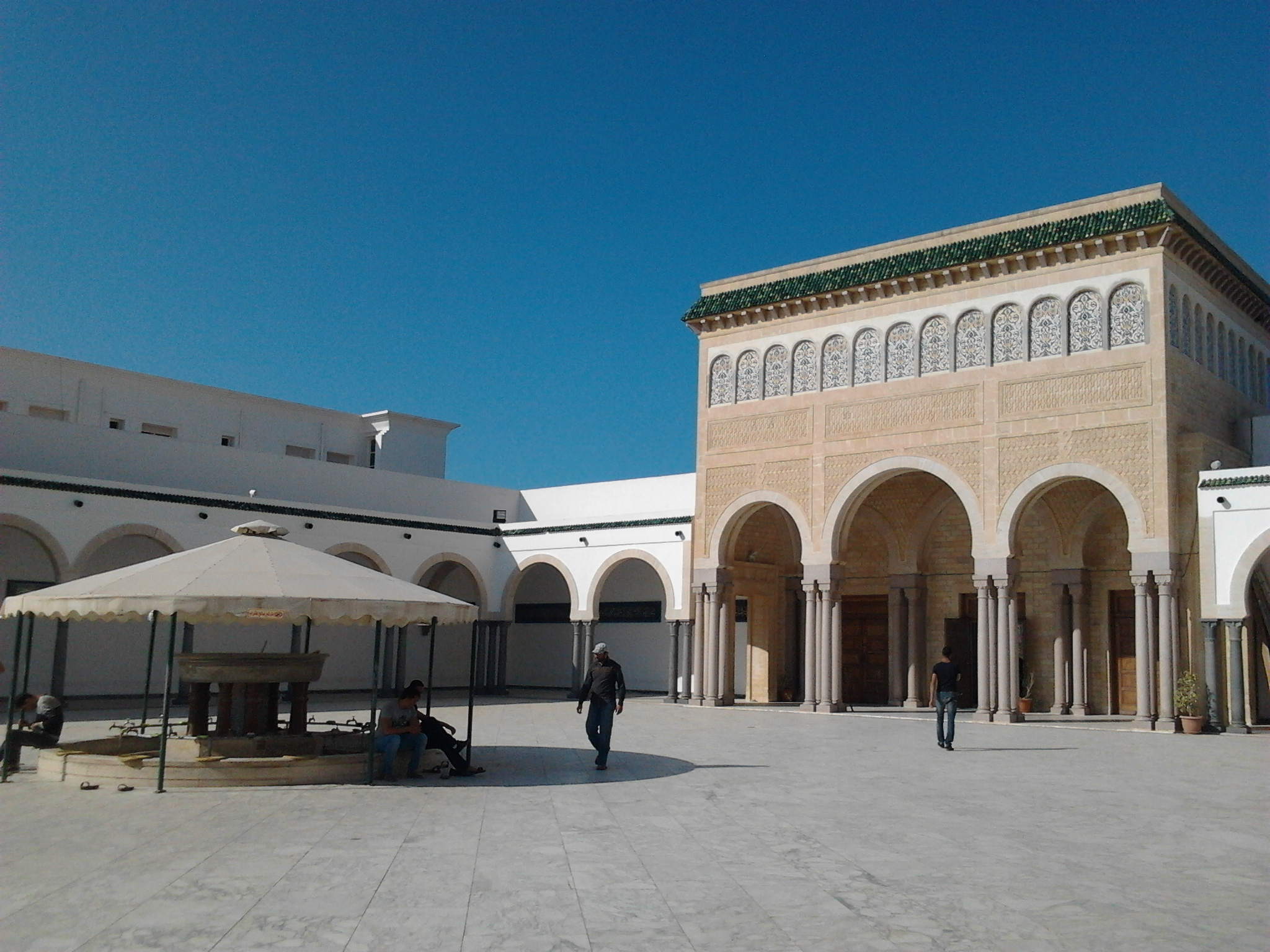
Vue de la cour intérieure de la mosquée.
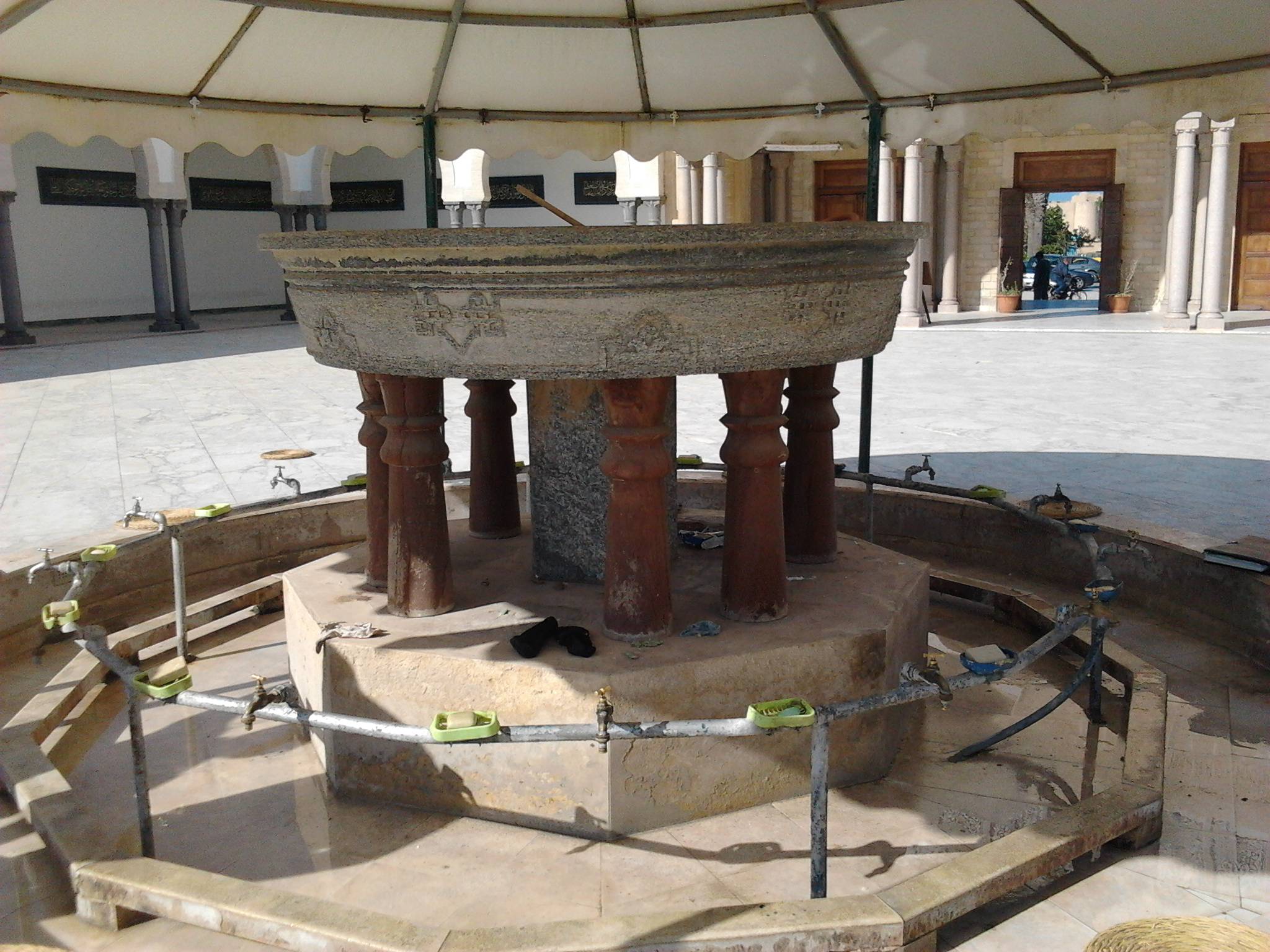
Bassin pour les ablutions situé dans la cour.
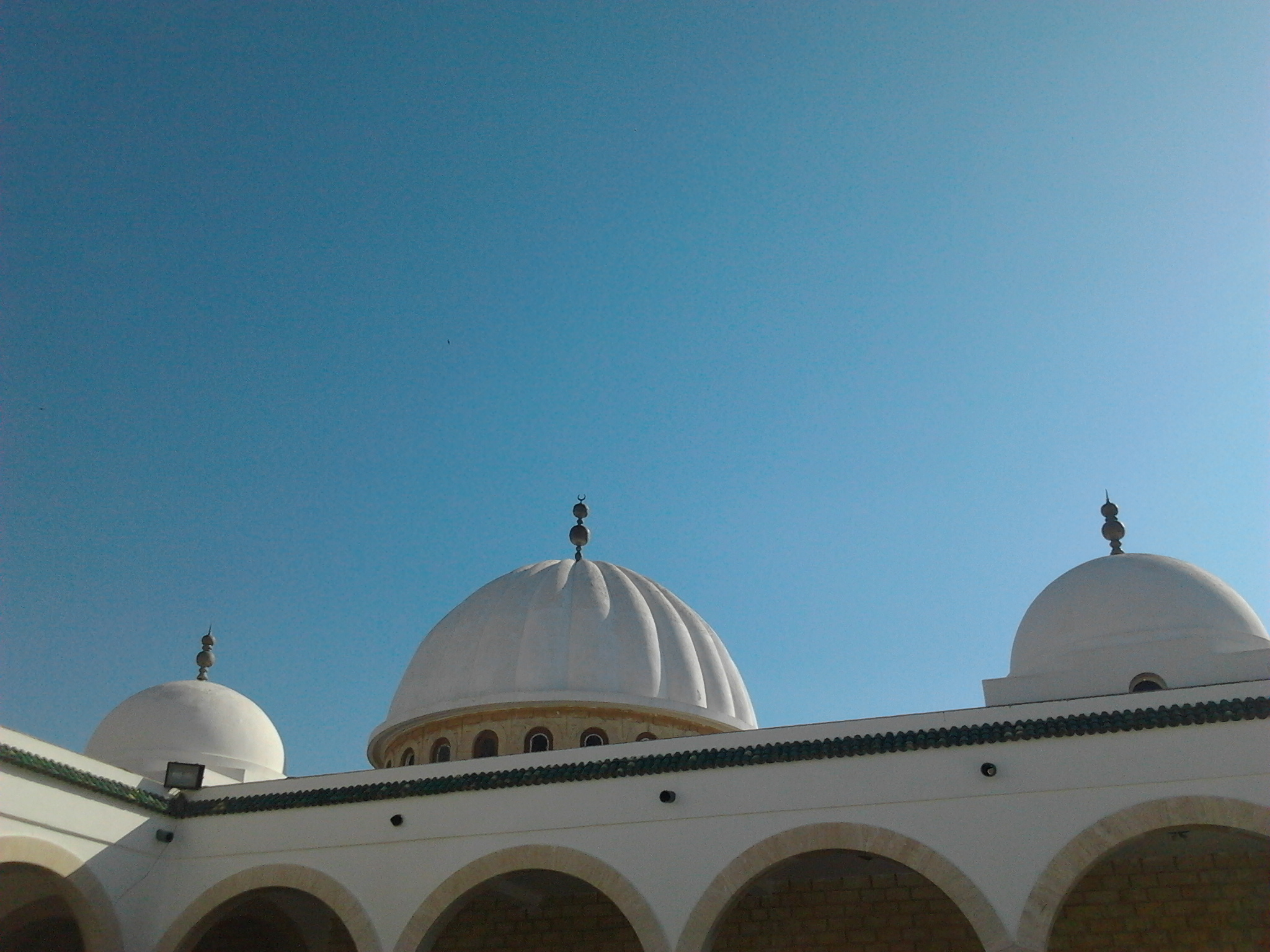
Vue extérieure des coupoles.
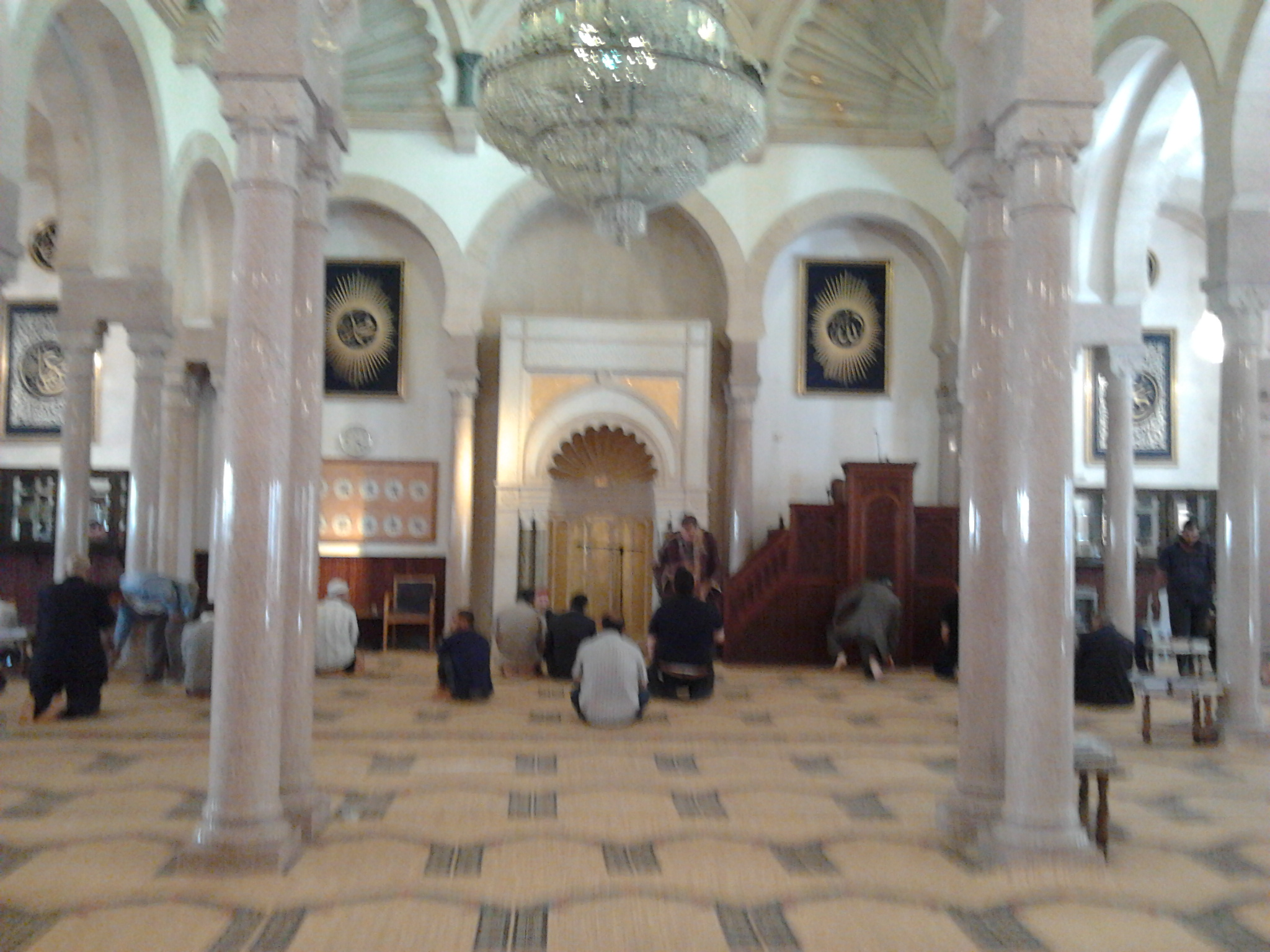
Salle de prière.
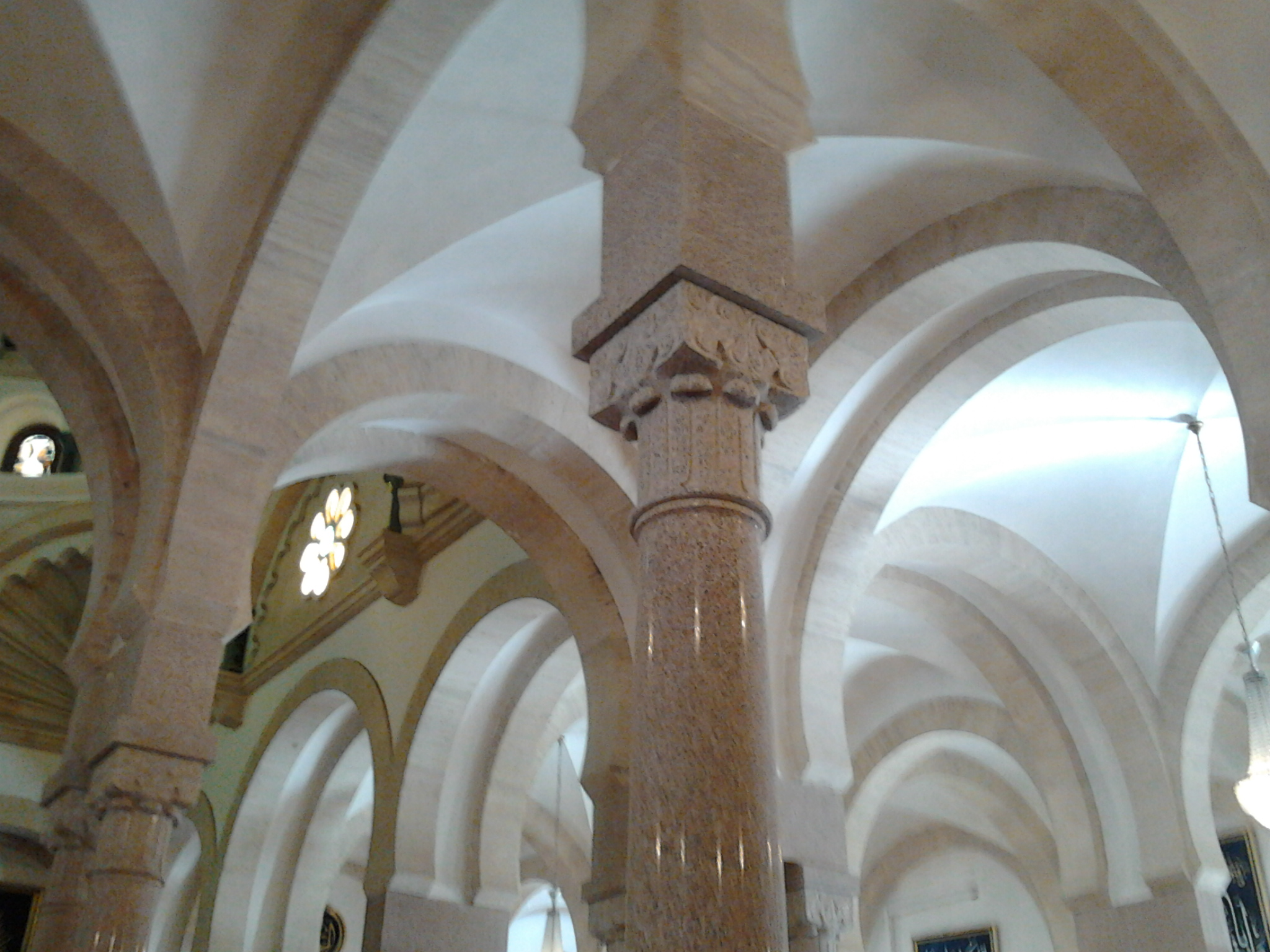
Arcs et colonnes en marbre rose de la salle de prière.
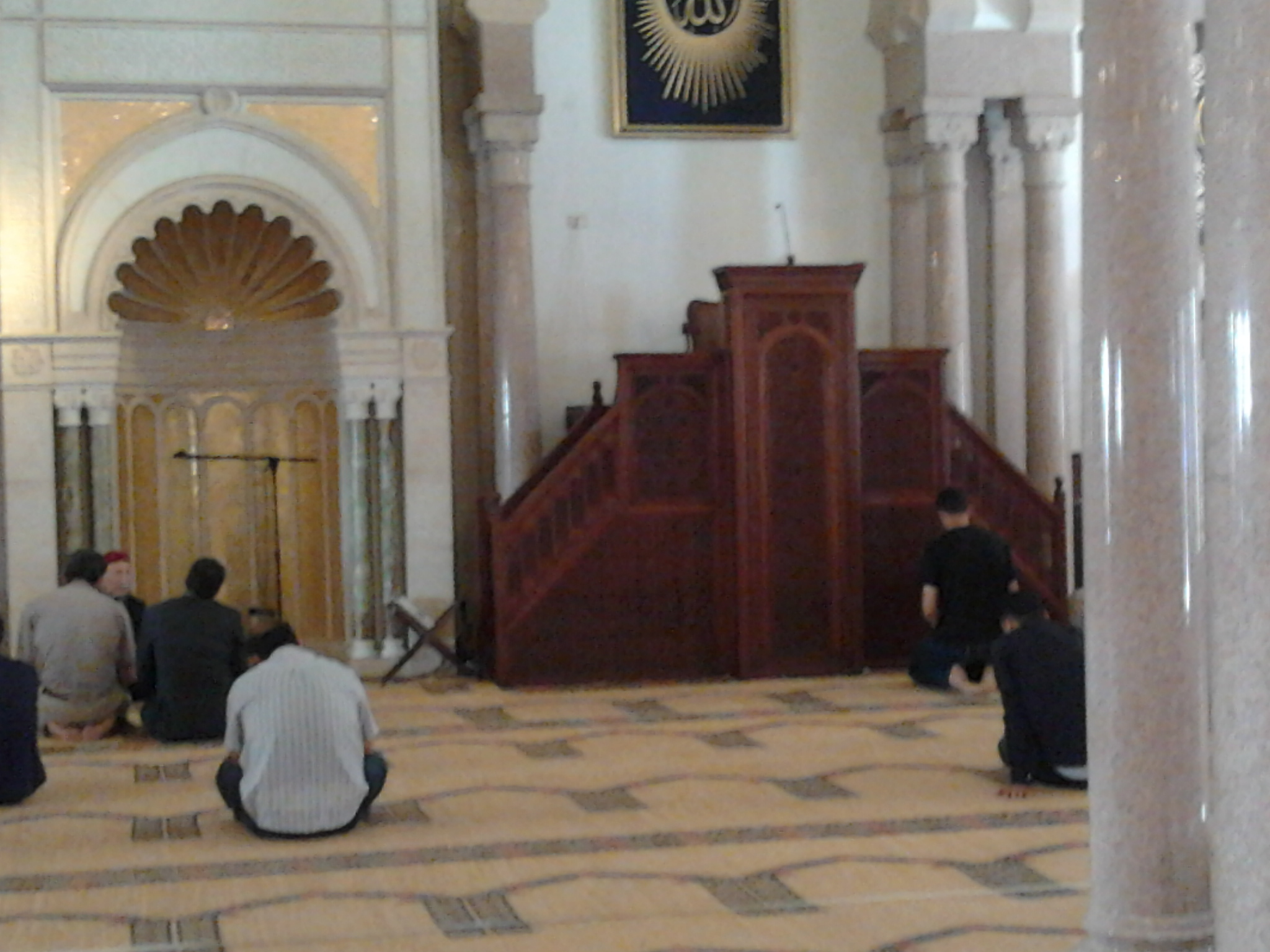
Vue du mihrab et du minbar.